# 南佳也
南佳也（みなみ よしや、1971年1月24日—），日本石川縣金澤市出身的男性色情片演員。
從小就對演藝事業充滿興趣的南佳也，從金澤市的高中和東京的美容學校畢業之後，到片場當臨時演員。受到知名色情片導演長崎南的賞識，有機會參加演出色情片，並且因此出名。
身高180公分的南佳也，長头发，面容俊美而且肌肉結實，是日本色情片界中第一次以女異性戀者及男同性戀者族群作為主打市場的色情片男演員，也因此被認為是引領女性開始欣賞色情片的關鍵人物，甚至有女人說：「只要知道有南佳也的存在，誰還會理會木村拓哉呢？」 
南佳也與其他色情男演員不同，以溫柔、愛撫的方式作前奏引入性交。
至今南佳也已拍攝過上千部作品，合作過的女演員不計其數，包括著名的高树玛丽亚、美竹凉子、大石彩香、苍井遥、古都光、爱田由、樱朱音、小森美王、白鸟樱、北島優、早川桃華、星野流宇、葵實野理、上原あやか、松島楓、神谷姬、相崎琴音、伊東玲、西野翔和花野真衣等。同時南佳也亦曾出演過不少男男色情片。
南佳也有一齣突破性的色情片，是由三名女演員對被綑綁著的南佳也施暴的影片，名叫《屋形船大宴會》，颠覆了一般以男性为本位的南佳也的演出風格。
2004年南佳也一度在香港無線電視的深夜節目中出現，並且獲邀至台灣宣傳。

## 關連項目
- 男性色情片演員
- 加藤鷹
- 向山裕